# René Thury
Pour les articles homonymes, voir Thury.
René Thury, né le 7 août 1860 à Plainpalais et mort également à Genève le 23 avril 1938, est un ingénieur suisse.

## Biographie

### Famille et études
René Thury est fils de Marc Thury et de Marie Boisot, le onzième de treize enfants. Il fait son apprentissage à la Société genevoise d'instruments physiques (SIP), cofondée par son père.

### Carrière
En contact avec Thomas Edison, il reçoit de lui une douzaine de lampes à incandescence et il parvient à ce que l'une d'entre elles s'allume. René Thury participe à une délégation envoyée aux États-Unis avec le projet d’implanter à Genève la Société Edison. 
René Thury est de 1883 à 1926 l'ingénieur de la Société Cuénod, Sautter & Cie, puis de la Compagnie de l'industrie électrique qui devient en 1918 la Société anonyme des ateliers de Sécheron. Il est à l’origine de 25 brevets touchant à la production et à la transformation de l’électricité. 
Pionnier dans le domaine de l'ingénierie électrique, il est connu pour son travail dans le domaine du courant continu haute tension et avait gagné le surnom dans le monde professionnel de « Roi du courant continu ». Parmi ses projets, on peut signaler la liaison à courant continu Lyon-Moûtiers, longue de 200 km et utilisée de 1906 à 1936.
Au début des années 1930, René Thury a fabriqué et fourni deux moteurs électriques afin d'accélérer le train à crémaillère du Salève.
Il a également électrifié plusieurs lignes à crémaillères en Suisse.

## Galerie

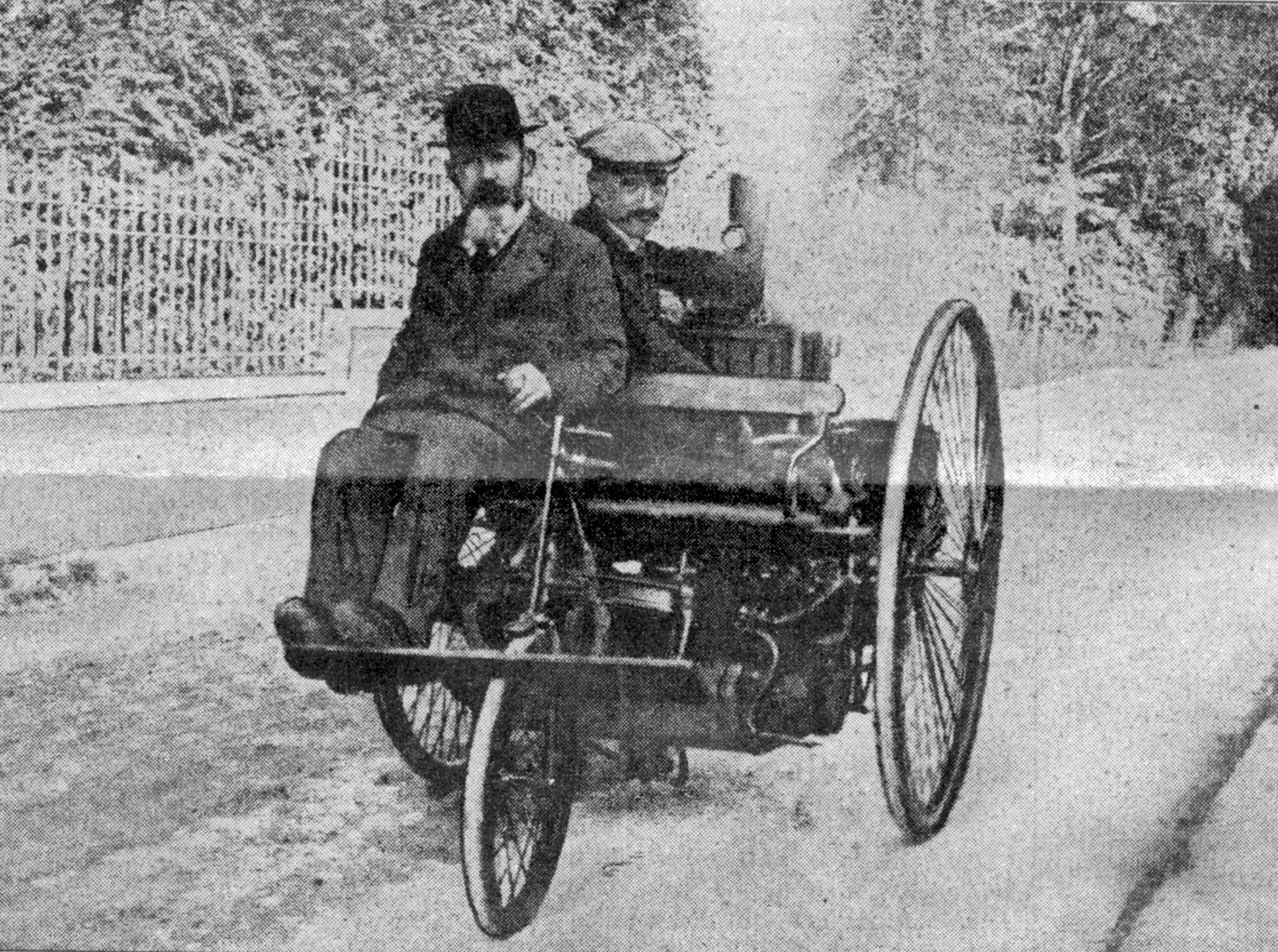
Le tricycle à vapeur de René Thury, en 1880
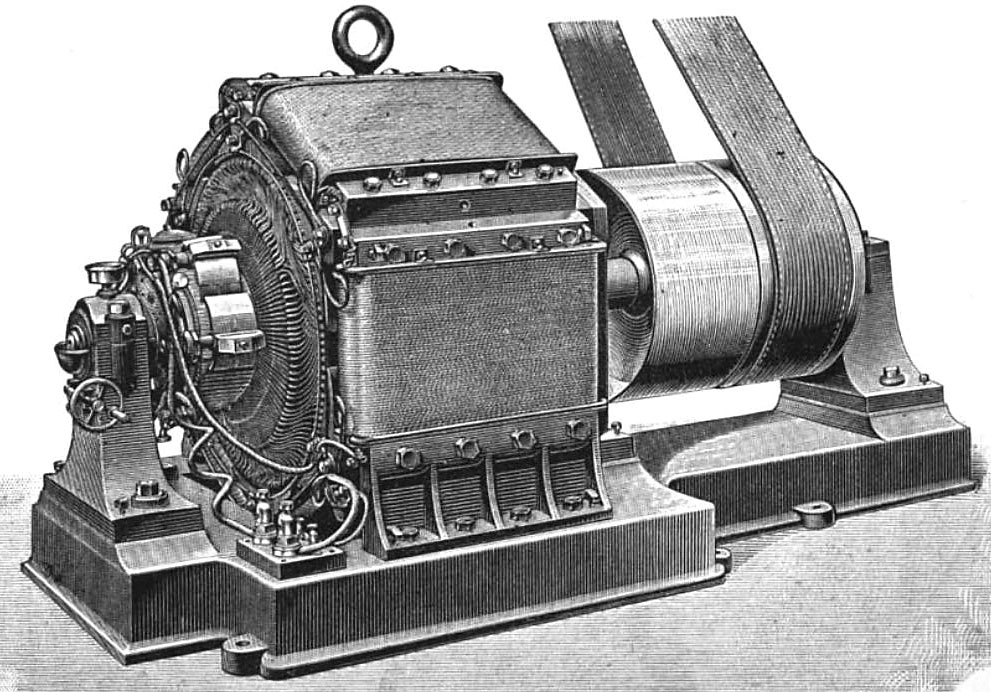
Dynamo à six pôles, vers 1888